# Vlajka Montany

Montanská vlajka
Poměr stran: 2:3

Vlajka Montany, jednoho z federálních států USA, je tvořena modrým listem o poměru stran 2:3, se žlutým nápisem MONTANA, pod nímž je umístěna státní pečeť Montany.
Pečeť zobrazuje les a vodopády Great Falls na řece Missouri v paprscích slunce. Na pravém břehu řeky je pluh a lopata, symbolizující hornictví a zemědělství. V popředí se nachází stuha se státním mottem ve španělštině: ORO Y PLATA (česky Zlato a stříbro).

## Historie
Vlajka byla přijata v roce 1905. Nápis MONTANA byl na vlajku přidán v roce 1981 – vlajka byla přijata 1. července 1981.

Montanská vlajka (1905–1981) Poměr stran: 2:3